# Standbeeld van Martinus van Beek
Het standbeeld van Martinus van Beek is een gedenkteken in de Nederlandse plaats Sint-Michielsgestel.

## Achtergrond
De priester Martinus van Beek (1790-1872) werd in 1825 conrector aan de Latijnse school in Gemert. Hij kwam er in aanraking met een viertal doven, die hij godsdienstles wilde geven. Op basis van Franse literatuur ontwikkelde hij een gebarentaal. Hij was initiatiefnemer van het Instituut voor Doven, dat in 1840 werd gehuisvest in vrijgekomen gebouwen van het grootseminarie op Nieuw-Herlaar te Sint-Michielsgestel. In 1856 werd Van Beek directeur van het Doofstommeninstituut in Antwerpen, acht jaar later opende hij een eigen instituut. Hij overleed in 1872 in Antwerpen. 
In 1908 nam het Instituut in Sint-Michielsgestel een nieuw pand aan de Theerestraat in gebruik. Ter gelegenheid van het 75-jarig bestaan van het instituut in 1915, werd namens oud-leerlingen voor de centrale ingang een gedenkteken opgericht. Het werd gemaakt door de Bossche beeldhouwer Michiel van Bokhoven en verbeeldt Van Beek met een van zijn leerlingen. Van Bokhoven baseerde zijn ontwerp op het beeld dat de doofstomme, Franse beeldhouwer Félix Martin in 1877 maakte van priester Charles-Michel de L'Épée, die eveneens les gaf aan doven. Martins beeld is geplaatst voor het doofstommeninstituut in Parijs.

## Beschrijving
Het gedenkteken bestaat uit een sculptuur van Martinus van Beek, gekleed in priestergewaad en koorkap. In zijn linkerhand houdt hij een banderol met de tekst "ONZE VADER". Hij toont via een handgebaar de letter O aan een jonge knaap in kniebroek aan zijn rechterzij. Achter de jongen ligt een stapel boeken. Het beeld staat op een circa drie meter hoge, zich verjongende sokkel van Beiers graniet. Aan de voorzijde is een plaquette aangebracht met het opschrift: 

HULDE AAN
DEN ZEEREERWAARDEN HEER
MARINUS VAN BEEK
OPRICHTER EN EERSTEN DIRECTEUR
VAN HET R.K. INSTITUUT
VOOR DOOFSTOMMEN TE ST. MICHIELS-GESTEL
DE DANKBARE OUD-LEERLINGEN

Daaronder zijn op een halfronde steen in reliëf twee bisschopswapens afgebeeld. Links dat van Wilhelmus van de Ven, bisschop van het bisdom 's-Hertogenbosch.

## Afbeeldingen

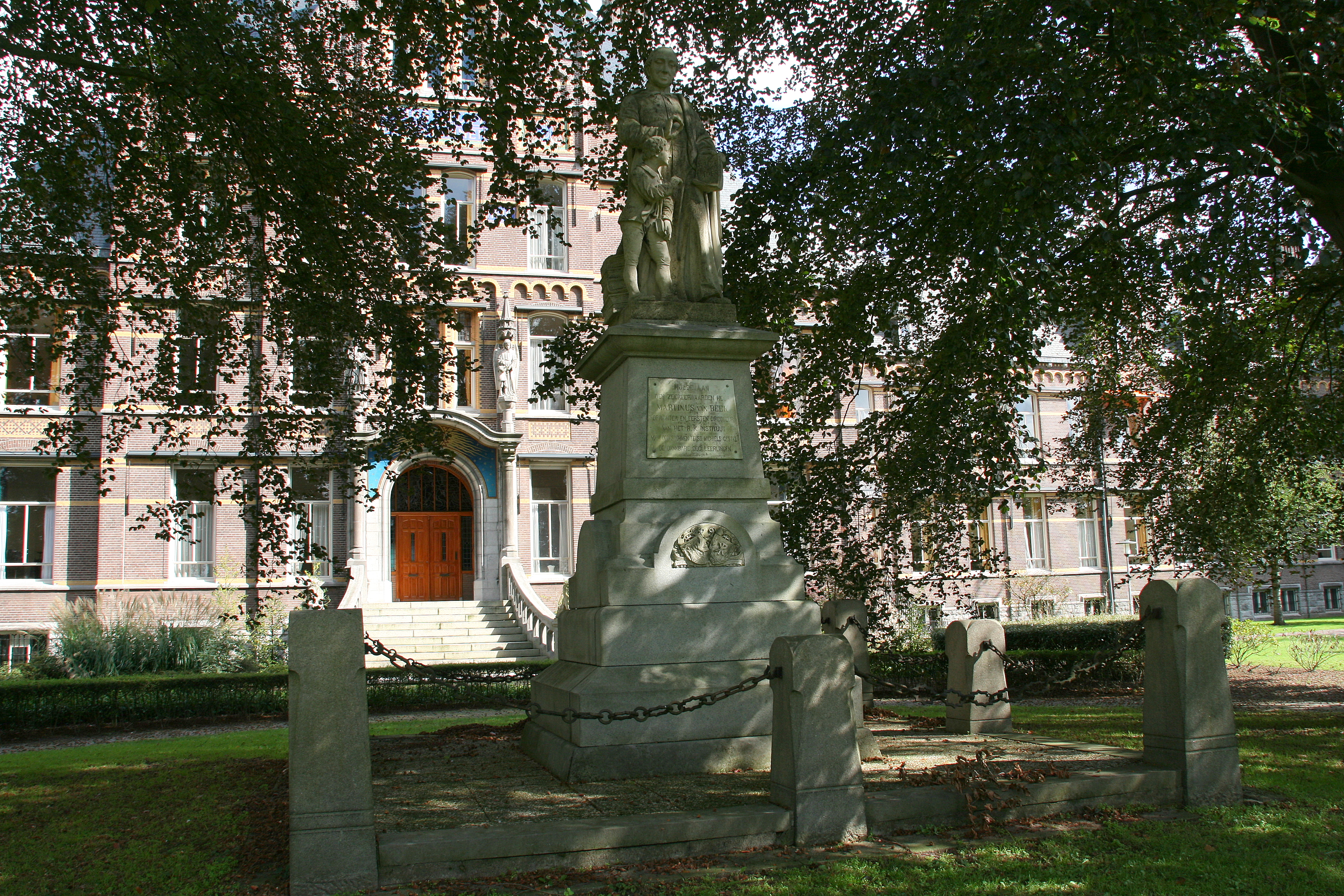
Totaalbeeld
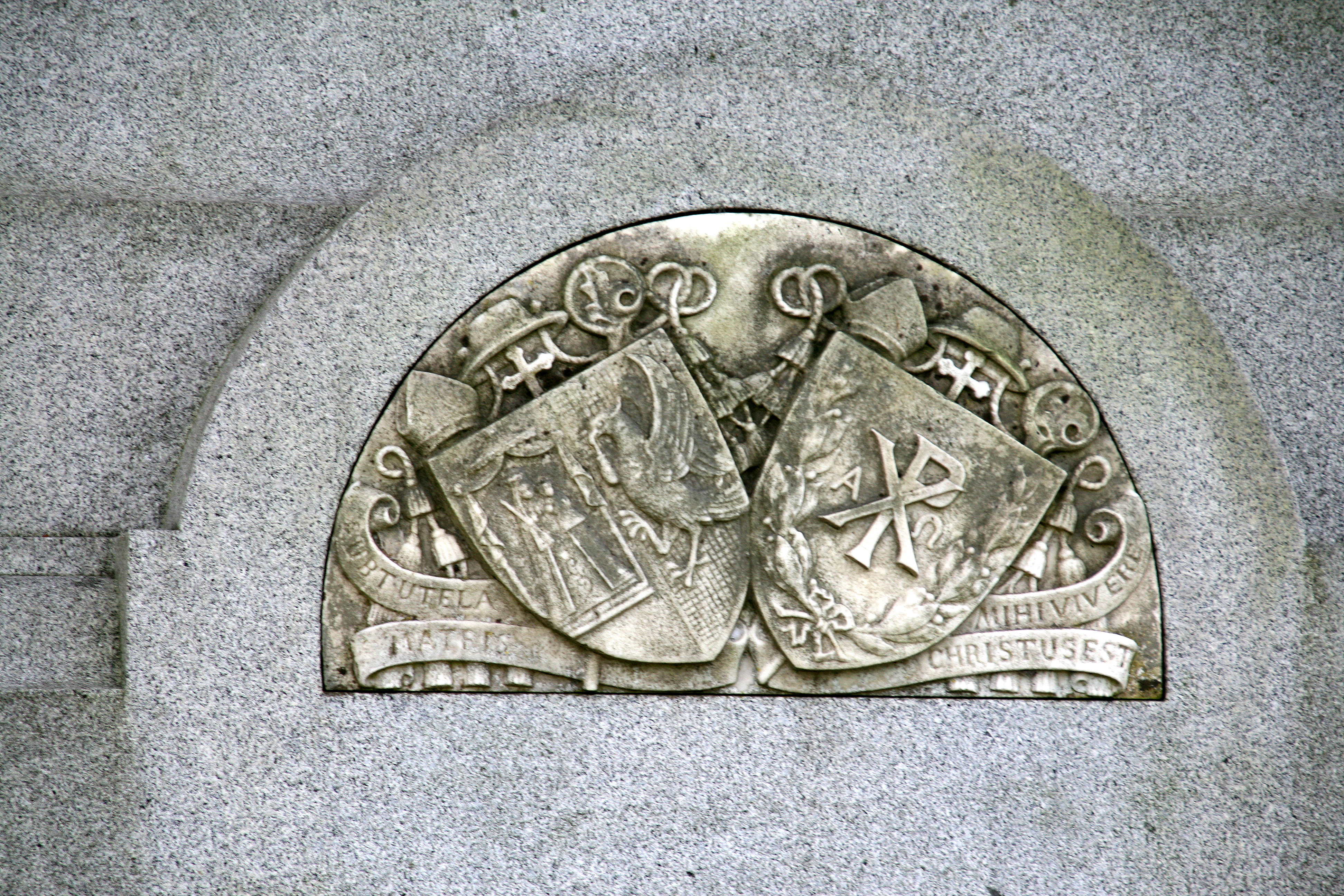
De bisschopswapens
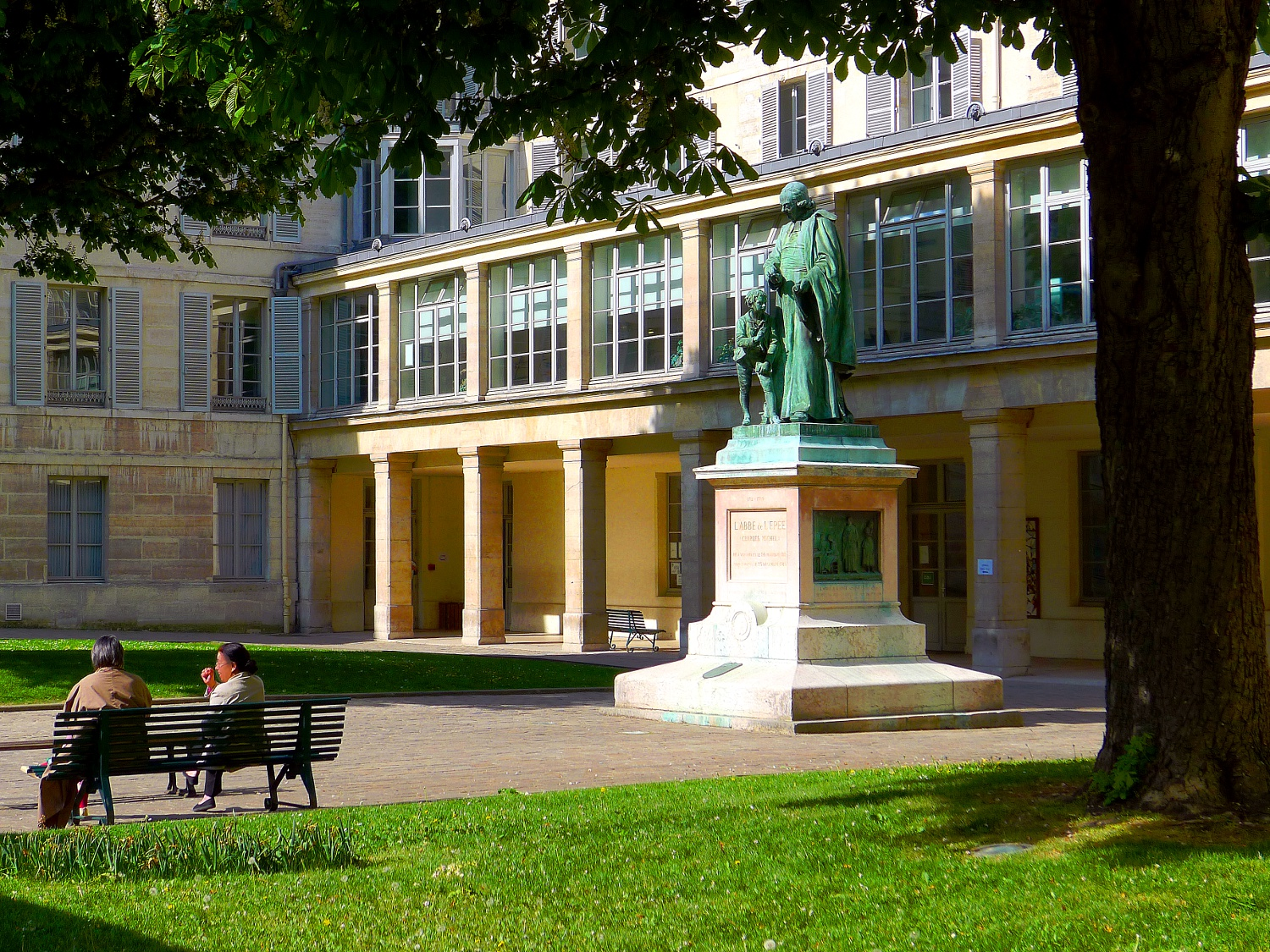
Het beeld van Félix Martin

## Waardering
Het standbeeld werd in 2002 als rijksmonument in het Monumentenregister opgenomen, vanwege de "cultuurhistorische waarde als bijzondere uitdrukking van de ontwikkeling van de door voornamelijk door religieuzen geleide gezondheidszorg in het zuiden van Nederland rond 1900. Het beeld heeft kunsthistorische waarde vanwege de hoogwaardige kwaliteit en vanwege de plaats die het inneemt in het werk van de Bossche beeldhouwer M. van Bokhoven. Het beeld heeft ensemblewaarden vanwege de samenhang met de instituutsbebouwing."